# Лінгводіагностика
Лінгводіагностика (від лат. lingua — «язик» і diagnosis — «діагностування») — це отримання інформації про стан 
організму із поверхні язика.[джерело?] При цьому враховують форму язика, його колір, характер нальоту, вираженість вен тощо. Цей давній метод ґрунтується на тому, що захворювання внутрішніх органів супроводжується змінами в слизовій оболонці порожнини рота і язика, які виникають раніше інших клінічних симптомів. Проблеми з язиком можуть виникнути в результаті інфекцій, пухлин, хронічних захворювань, травми або токсинів.

## Зв'язок язика з іншими органами

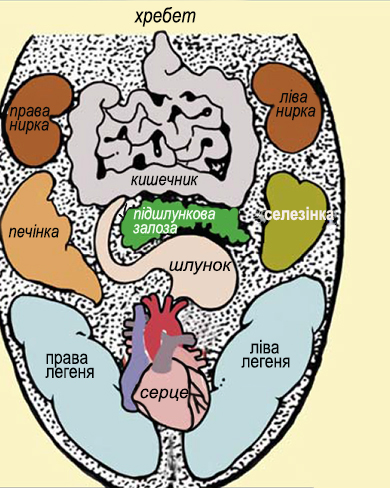
Розташування внутрішніх органів на поверхні язика згідно з альтернативною східною медициною

Язик — м'язовий орган, який не тільки бере участь в акті жування, але і закриває вхід в носоглотку, трахею, а також перешкоджає попаданню в неї і порожнину носа їжі і осідання її на голосових зв'язках. Тобто, виконує захисну функцію. Крім того, язик визначає температуру і смак їжі, забезпечує акт ковтання і бере участь у розмові. На малюнку зліва видно розташування внутрішніх органів на поверхні язика:
- На корені язика — кишечник;
- Лівіше від кореня язика — ліва нирка, правіше — права нирка;
- Нижче кореня — підшлункова залоза;
- Кінчик язика — серце;
- Зліва від кінчика язика — ліва легеня, справа — права;
- Між правою легенею і ниркою — розташована печінка;
- Між лівою легенею і лівою ниркою — розташована селезінка.[4]

## Історія
Відомо, що в 1882 році з'явилася цікава наука – лінгводіагностика. Вона здатна допомогти визначити, яка хвороба прокралася в організм людини по стані його язика, коли основні симптоми хвороби ще не виявилися.
У трактатах давньосхідної медицини увагу до цього органу зосереджено переважно на топографії ділянок зміненого стану спинки язик. Індійська система самооздоровлення (Аюрведа) містить розділ язикової діагностики «джива» і розглядає сприйняття спинки язика як поверхню, на якій мають представництво різні органи в двічі зворотної проєкції («двічі перевернуті»): ліві частина — справа, верхня половини тіла — на передній половині язика, яка при його висуванні стає по вертикалі нижньою частиною.
У китайській системі діагностики та лікування за допомогою біологічно активних точок і зон (чжень-цзю-терапія) язик розглядається як поверхня відображення функціонального стану ряду енергетичних кинів (меридіанів М), для кожного з них основний орган, винесений у назву кіна. Китайська схема від індійської системи відрізняється «розташуванням» окремих органів і систем (селезінки, нирки).
Засновник російської терапевтичної школи М. Я. Мудров закликав «дивитися і відчувати язик як вивіску шлунка…». А його сучасник М. Нечаєв писав, що язик під час хвороби — є вірний відбиток внутрішнього стану організму, стану не тільки травних знарядь, а й інших органів. Він, також, описав схему проєкційних зон внутрішніх органів людини на язиці.
В цей час встановлено, що тільки 10 % захворювань слизової оболонки порожнини рота виникають під впливом місцевих факторів, в основному травм, а 90 % патологічних змін обумовлені захворюваннями внутрішніх органів і нервової системи. Це неспроста, оскільки порожнина рота має тісний анатомо-фізіологічний взаємозв'язок з різними системами організму.

## Огляд
Перш ніж почати огляд язика, переконайтеся, що пацієнт перед тим не вживав солоних огірків, каєнського перцю, карі та інших гарячих страв. Вони можуть тимчасово надати язику червоного кольору. Для того, щоб колір язика став нормальний, знадобиться почекати кілька годин. При курінні, наліт язика стає жовтим. При огляді хворого слід звернути увагу на такі параметри: 
- Запах, що виходить із порожнини рота хворого;

- Зміна смакових відчуттів пацієнта;

- Рухливість;
- Розмір;
- Форма;
- Колір;
- Наявність і характер нальоту;
- Різні новоутворення на язиці — папіломи, бульбашки, афти. Місце їх локалізації вказує на хворий орган.

Слід також звернути увагу на те, яка частина язика зазнала змін, адже кожна зона язика відповідає за той чи інший орган людини.
Згідно багатовікового досвіду лінгводіагностики, у східній медицині прийнято вважати, що здоровий язик має наступний опис: 
- колір в межах від блідо-рожевого до червонувато-рожевого;
- посередині складка рівна, без викривлень;
- відсутність помітного нальоту;
- язик вологий;
- розмір язика не повинен виходити за межі зубів;
- поверхня рівна, з вираженими сосочками[10].

Це всі ознаки вказують на те, що шлунок і травна система здорові і добре функціонують в процесі травлення.

## Колір язика
Колір язика може вказувати на:
1. Блідо-білий язик — указує на анемію чи серцеву недостатність, понижений імунітет, різні захворювання ШКТ (гастрит), кандидоз, ГРВІ. Надзвичайно блідий і сухий язик може вказувати на дефіцит крові, який, супроводжується відчуттям тривоги, запамороченням, порушенням пам'яті, безсоння, потрісканими губами.
2. Червоний колір язика вказує на: авітаміноз, скарлатину або синдром Кавасакі. Також може вказувати і на наявність інфекції, запалення крові, інтоксикацію організму, хронічний алкоголізм. У дітей таким чином може проявлятися імунна відповідь на інфекцію.
3. Малиновий колір — вказує на важкі інфекційні захворювання, яка супроводжується гарячкою, отруєння (пневмонія).
4. Синюшний відтінок — свідчить про серцево-легеневу недостатність, а також про серцево-судинні захворювання із порушенням кровообігу.
5. Жовтий язик вказує на проблеми із функціонуванням шлунково-кишкового тракту. Якщо жовтизна не проходить протягом тривалого часу, то це є ознакою хвороб печінки, підшлункової залози, реакцією на прийом медикаментів, проблемами із жовчним міхурем і відтоком жовчі. Якщо передня частина язика жовтого кольору — це вірна ознака гепатиту.
6. Сухий язик з нальотом і тріщинами є ознакою діабету і захворюванні щитоподібної залози[11].
7. Фіолетовий язик найчастіше виникає внаслідок дефіциту вітаміну В2.
8. Зелений колір язика — також свідчить про захворювання травної системи, печінки, ослаблення імунітету та погану гігієну порожнини рота.
9. Чорний язик — свідчить про ацидоз, різні захворювання підшлункової залози, жовчного міхура і органів травлення;
10. Сірий язик вказує на ангіну, пневмонію, на проблеми із травною системою, внаслідок зловживання смаженим, гострим або/і солоним.[12]
11. Коричневий язик є ознакою дисбактеріозу, харчового отруєння, грибкових уражень, надмірного вживання кави, паління, стоматиті, дефіциту вітаміну В.

Різні ліки іноді можуть викликати зміни в кольорі, будові і/або нальоті язика. Наприклад:
- Антибіотики можуть спричинити появу на язиці різних плям;
- При прийомі кортикостероїдів протягом 30 днів можуть спричинити почервоніння або вздуття язика;
- При тривалому користуванні бронхорозширювачем, кінчик язика може стати червоним[8];
- Діуретики можуть призвести до того, що наліт на язиці, протягом тривалого часу, може злазити, «відлущуватися»;
- Протипухлинні препарати можуть спричинити розвиток коричневого або чорного нальоту;
- Стероїди можуть призвести до того, що язик стане червоним або надутим[8];
- Протизапальні препарати можуть призвести до появи червоних плям на язиці.

## Наліт на язиці
В нормі наліт на язиці видно як: тонкий білий наліт, що не приховує його структуру і колір, що легко видаляється звичайною зубною щіткою. Як правило, наліт виникає зранку, до кінця дня наліт розріджується і може цілком зникнути.
Якщо наліт тонкий, то це означає, що тільки починається захворювання, товстий, говорить про хронічну форму хвороби.
Основними причинами появи нальоту на язиці є захворювання шлунково-кишкового тракту, скупчення токсинів в тонкій і товстій кишці, і недостатній гігієні порожнини рота. Наліт на язиці може бути:
1. Легкий білий наліт свідчить про багато захворювань, таких як гастрит, виразка шлунку і дванадцятипалої кишки, ентероколіт, хвороби нирок. При цьому, не втрачається зв'язок язика із іншими внутрішніми органами, тобто проєкція органів на поверхні язика зберігається.
2. Жовтий наліт — цей вид нальоту свідчить про хвороби печінки або жовчного міхура. Може також бути і ознакою застою їжі в організмі та поганого травлення або при холециститі.
3. Товстий шар білого нальоту. Тонкий, стійкий білий шар по краях язика може свідчити про виникнення запального процесу в легенях або бронхах. Білий наліт на корені язика, свідчить про проблеми з сечовим міхурем. Періодична білизна усього язика — частий показник застою в кишечнику. Як правило, це симптом закрепу. Білого нальоту можна позбутися грамотним лікуванням внутрішніх органів, оскільки вони є причиною білого шару.
4. Зелений наліт виникає при поганому харчуванні, коли особа споживає надто багато жирної або смаженої їжі. В першу чергу страждає печінка, її захворювання і є причиною того, чому язик зелений. Якщо поєднуються одночасно зелений наліт на язиці та сухість у роті, то першопричиною такого позеленіння є проблеми з печінкою і слід негайно звернутися до лікаря. Досить часто виникає зелений наліт на язиці після антибіотиків, при молочниці і ВІЛ-інфекції. Під впливом антибіотиків активно розвиваються грибкові інфекції, особливо роду кандиди. Подібний вплив мають препарати, що пригнічують імунну систему.
5. Нерівномірно забарвлений, покритий борозенками язик («Географічний» язик) — вірна ознака шлунково-кишкових захворювань. Якщо борозенки настільки глибокі, що схожі на тріщинки — це свідчить про підвищений вміст цукру в крові.
6. Фіолетово-плямистий наліт — свідчить про застій крові.
7. Чорний наліт — свідчить про тяжкі порушення в травній системі (підшлунковій залозі, жовчному міхурі). Чорний наліт виникає і в разі порушення кислотно-лужному балансі або у разі зневоднення.
8. Світло-сірий наліт — дифтерія.
9. Блакитний наліт — тиф, дизентерія.[15]

## Біль у язиці
Глосалгія — це нейростоматологічна патологія, що виявляється появою у здорової людини хворобливих відчуттів в проєкції язика і не виявляється морфологічними змінами з боку язика. Проявляється болем у язиці, неприємними відчуттями печіння, поколювання, пощупування язика. Іноді здається, що язик збільшений. Може вважатися патологічним станом, який характеризується суттєвим болем і навіть деяким дискомфортом виключно в області кореня язика. Буває, знижується смакова чутливість, з'являється сухість у роті. При цьому цей стан відрізняється повною відсутністю помітних місцевих патологічних змін. Ці явища то затихають, то посилюються, особливо вечорами.
Етіологія може бути багатофакторною. Не існує загальноприйнятих діагностичних критеріїв. Повинно бути проведено ретельне обстеження, щоб встановити диференційний діагноз. Глосалгія виникає у людей середнього і похилого віку. Глосалгія зазвичай вражає жінок після сорока років, чоловіки у 6 раз менш схильні до глосалгії, аніж жінки.
Причиною глосалгії може бути травма язика, непрофесійно поставлених пломб і протезів, сторонніх тіл. Захворювання пов'язане з цілою низкою загальних симптомів: розладами шлункової секреції, розладами функцій кишечника, анемія, порушення функції яєчників, гельмінтози. Часто захворювання центральної і периферичної нервової системи в поєднанні з судинними ураженнями і ендокринними захворювань сприяють розвитку глосалгії. Також захворювання може виникнути внаслідок травми слизової оболонки порожнини рота, при патології гіпоталамуса.
Симптоми глосалгії можуть швидко або повільно з'являються протягом довгого часу. Вони включають в себе:
- Труднощі з жуванням, ковтанням, або розмовою;
- Гладка поверхня язика;
- Язика схильний до різних хвороб;
- Зміни кольору язика;
- Язик припухлий.[22]

Глосалгія як і раніше важко піддається лікуванню. Безперервне симптоматичне лікування та наступні заходи допомагають полегшити його симптоми.

## Форма язика
Форма язика також багато в чому свідчить про проблеми організму. Слід звертати увагу на такі моменти:
- занадто тонкий язик свідчить про проблеми у функціонуванні кровоносної системи, також про проблеми з обміном речовин;
- потовщений язик є симптомом дисбактеріозу кишечника, зниження функції щитоподібної залози, захворювання печінки, а також про серйозне психічне захворювання[23].
- припухлий і збільшений язик часто буває при проблемах із шлунково-кишковим трактом;
- довгий язик зі збільшеним кінчиком свідчить про проблеми із серцем;
- якщо язик викривлений або відхилений в сторону, то це є ознакою судинних порушень головного мозку (інсульт), психічні захворювання;
- якщо лінія язика викривлена, це свідчить про проблеми із хребтом;
- опуклість в передній частині зустрічається при захворюваннях легенів; зміни рельєфу язика бувають при нестачі вітамінів групи В.[9]

Якщо язик тремтить, це може свідчити про гіпертиреоїдизм. До інших симптомів включають: втрату ваги, безсоння, занепокоєння і депресію. Для лікування можуть призначити фосфат калію. Якщо язик ледь тремтить, то це говорить про важке захворювання щитоподібної залози або про тяжкий алкоголізм.
Сухий язик може бути викликаний стресом або неврозом, наприклад, перед виступом, перед аудиторією або перед здачею іспиту. Хворий відчуває втрату мови, не в змозі говорити. Для позбавлення цього слід пити багато води.

## Тріщини на язиці
Тріщини можуть бути помітними при народженні або можуть появитися в дитинстві. Тріщини на язиці, як правило, нешкідливі, але можуть викликати гігієнічні проблеми. При поганій гігієні порожнини рота, у тріщинах розводяться інфекції, які потім можуть призвести до ускладнень.
Точна причина тріщин на язиці не відома. Складчастий язик часто розглядається в різних сім'ях, ця умова дає припущення, що складчастий язик виникає у генетично схильних людей. Тріщини на язиці видно частіше у чоловіків, ніж у жінок. Частота і тяжкість тріщин на язиці, схоже, збільшується з віком. Отже, тріщини у дорослому віці свідчать про старіння. Вм'ятини на язиці можуть спричинити зубні протези.
Причини виникнення тріщин:
- Якщо тріщини у дитини виникли з народження, то це свідчить про складчастий глосит — вроджену аномалію, яка не потребує лікування, але має значні глибокі тріщини у яких може розвинутися інфекція або застрягати їжа[27];
- Якщо тріщини виникли впродовж життя, то це симптоми багатьох захворювань, наприклад, захворювання рота, ШКТ, видільної, ендокринної та імунної системи. Тріщини можуть також виникнути і в результаті неповноцінного харчування, інфекції, або синдрому Дауна.

Відповідно до вище сказаного, етіологія (причина) тріщин може бути різноманітною. Розрізняють дві причини виникнення тріщин на язиці:
1. Стоматологічні (місцеві);
2. Загальні, які пов'язані із:

- захворюваннями органів людини;
- порушенням обмінних процесів;
- інфекційною патологією.

### Стоматологічні причини
Стоматологічні причини можуть бути як вродженими, тобто несамостійними, так і набутими (самостійними). До набутих відносять захворювання. Одним із найчастіших захворювань є глосит. Глосит — це запалення тканини язика. Це захворювання ділиться на кілька видів: поверхневий глосит, глибокий глосит, виразковий глосит, катаральний глосит і ще кілька. Симптомами глоситу є:
- поява плям на язиці;
- тріщини;
- ерозії з схильністю до кровотеч;
- порушення ковтання, мовлення, труднощі в пережовуванні, з'являється рясне виділення слини, печіння, неприємний запах з рота.[28]

Якщо тріщини викликані алергією, то усунувши її, можна позбутися від самого дефекту. До алергенів входять: зубна паста, бальзам-ополіскувач для рота, протези тощо.
І ще однією поширеною причиною набутих тріщин є травма. Травма може носити як гострий так і хронічний характер. При гострій травмій: з'являється тріщина, яка швидко загоюється і зникає. Хронічна травма виникає при постійному прикушенні язика, травмах від країв зруйнованих зубів, при носінні неякісних протезів, множинних тріщинах.

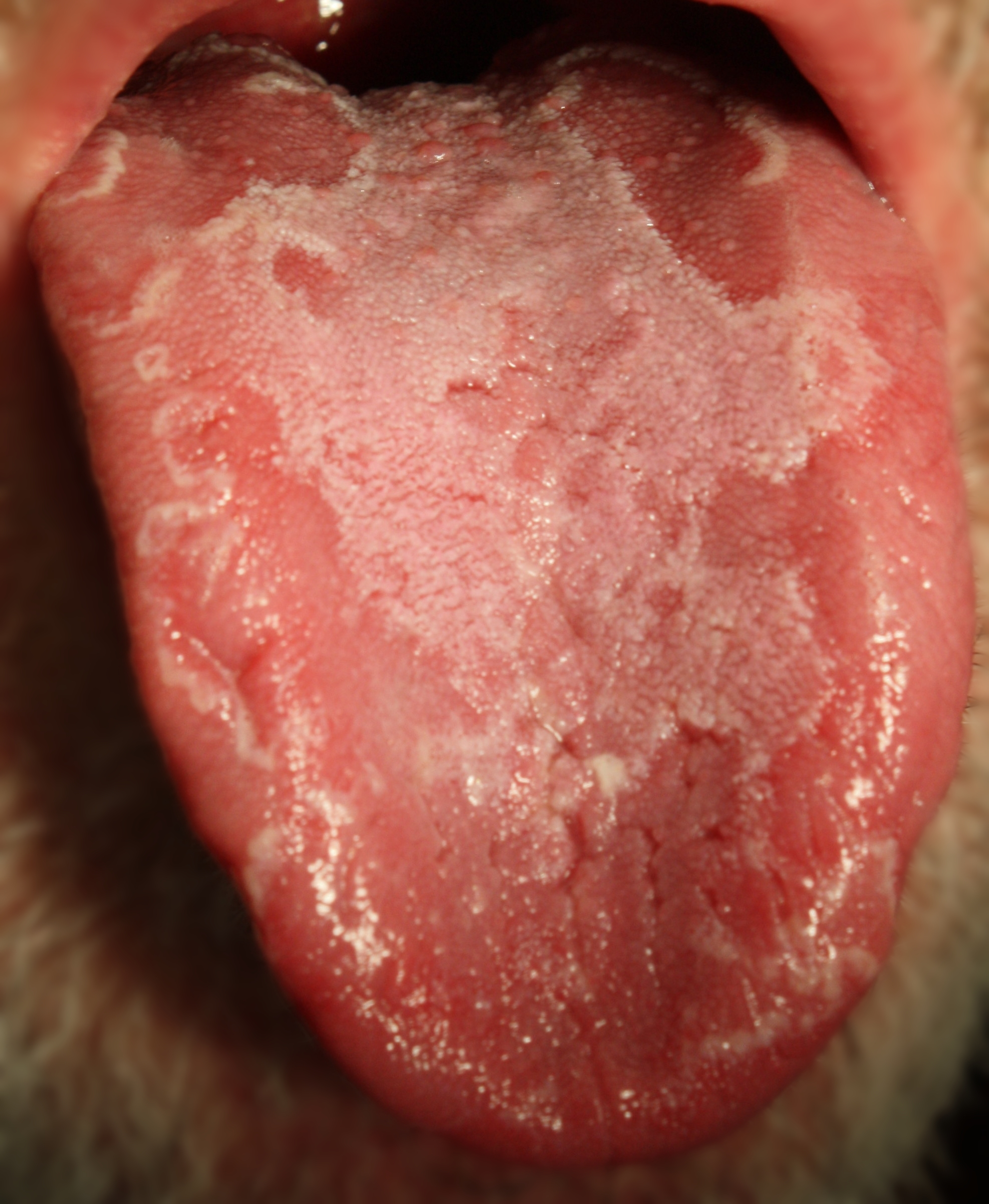
Так виглядає «географічний язик»

Слід також звернути увагу і на формування десквамативного глоситу, більш відомого як «географічний язик», у дітей і жінок. Найчастіше «географічний язик» зустрічається:
- в період прорізування зубів у дітей;
- у підлітків в період статевого дозрівання;
- у вагітних жінок, при хронічних захворюваннях ШКТ, паразитарних захворюваннях, глистових інвазіях, хворобах крові, печінки, при порушенні обміну речовин і при менопаузі.[30]

«Географічний язик» є доброякісний стан, в якому безбарвні, безболісні плями на язиці з'являються, а потім, внаслідок атрофії, локалізуються в інших місцях. Це проявляється в 1 — 3 % населення. Причини «географічного язика» поки до кінця не відомі, але вважається, що головну роль грає генетична схильність. Було запропоновано і інші причини, такі як стрес, алергії, діабет, гормональний дисбаланс, але вчені досі не змогли остаточно довести, що будь-яка з них може викликати цей стан.

### Загальні причини
До загальних причин відносять:
- гіповітаміноз вітамінів РР, групи В і А;
- формування залізодефіцитної анемії;
- глистяні інвазії
- отруєння солями важких металів

### Лікування
Тріщини на язиці, як правило, не потребує лікування, але вони являють собою хорошим місцем для розвитку різних бактерій. Бактерії і зубний наліт можуть накопичуватися в тріщинах, що призводить до неприємного запаху з рота і підвищення імовірності карієсу.
Для профілактики, рекомендують слідкуйте за чистотою зубів, тобто щоденне чищення щіткою і зубною ниткою; відвідування стоматолога двічі на рік для професійної чистки.

## Плями на язиці
Якщо є плями, то це може свідчити про наступне:
- При чергуванні білих і червоних плям — захворювання скарлатиною.
- Синюваті плями — застої в серцево-судинній системі.
- Темні плями — важке ураження нирок.[4]
- Малі білі плями на язиці. Безболісні білі плями (лейкоплакія) викликані надмірним зростанням клітин. Часто асоціюється з курцями. Імовірність перерозвитку в рак у курців складає від 5 до 17 відсотків. У багатьох випадках лейкоплакія може зникнути, якщо кинуте паління.[26]

## Спадкові та системні захворювання
Порушення процесу зроговіння клітин язика може виникнути при різних захворюваннях, наприклад:
- лейкоплакія;
- крауроз;
- різні синдроми Брюнауэра, Сіменса та інші;
- дерматози (червоний плоский лишай).

## Догляд за язиком
Язикові потрібен ретельний догляд: рекомендується чистити його за допомогою спеціальних щіточок — язикових скребків, які продаються в аптеках (звичайна зубна щітка не підходить). Особливу увагу слід приділяти язику, на якому є глибокі складки і борозенки — його ще називають «географічним язиком». Річ у тому, що в них може накопичуватися велика кількість слизу і нальоту, що є сприятливим середовищем для розмноження мікроорганізмів, що провокує запальні процеси в ротовій порожнині. Чистити язик слід рухами в напрямку від кореня до кінчика язика, видаляючи наліт і слиз, а потім слід прополоскати рот еліксиром або відваром трав.
За допомогою олії теж можна очищати порожнину рота, для цього потрібно взяти одну столову ложку будь-якої рослинної олії і прополоскати ним ротову порожнину впродовж 15-20 хвилин. Після полоскання, олія має стати білого кольору — це свідчить, що очищення пройшло вдало, якщо ж олія жовта, то це ознака невдалого чищення і слід повторити полоскання.